# Evelyn Abbott
Evelyn Abbott (10. března 1843 Epperstone – 3. září 1901 Great Malvern) byl anglický odborník na starořeckou literaturu.
Nejprve absolvoval gymnázium v Lincolnu a kolej v Bathu a pak se začal v roce 1862 vzdělávat na Balliolově koleji Oxfordské univerzity. V roce 1864 získal Gaisfordovu cenu za řeckou poezii a byl úspěšný i ve sportu. V roce 1866 ovšem nešťastně spadl při překážkovém běhu, poranil si páteř a ochrnul na nohy. Stal se soukromým učitelem a pak učitelem na Cliftonově koleji a studium na Balliolově koleji dokončil až v roce 1873. Následně tam vyučoval latinskou literaturu a starořeckou literaturu a později i řecké dějiny.
Jeho významná díla jsou Elements of Greek Accidence (1874), překlad dějin starověku od německého historika Maximiliana Dunckera a jeho vlastní dějiny Řecka (History of Greece, 1888–1900). Spolu se svým přítelem Lewisem Campbellem napsat také životopis jejich společného přítele, teologa a filosofa Benjamina Jowetta.